# أرواح الموتى
أرواح الموتى (بالفرنسية: Histoires extraordinaires ، الإيطالية: Tre passi nel delirio) والمعروف أيضًا باسم حكايات الغموض و الخيال هو فيلم رعب عام 1968 فيلم مختارات من ثلاثة أجزاء العنوان الفرنسي مشتق من المجموعة الأولى لقصص إدغار آلان بو القصيرة التي ترجمها الشاعر الفرنسي تشارلز بودلير. العنوانان الإنجليزيان "أرواح الموتى" و "حكايات الغموض والخيال" مأخوذان على التوالي من قصيدة بو عام 1827 ومجموعة بريطانية لقصصه عام 1902.

## روابط خارجية
- Histoires extraordinaires  في قاعدة بيانات الأفلام على الإنترنت (بالإنجليزية)
- Histoires Extraordinaires على موقع أول موفي.
- Spirits of the Dead في تيرنر كلاسيك موفيز